# Youth (cheval)
Pour les articles homonymes, voir Youth.
Youth (1973-1994) est un cheval de course pur-sang anglais, né aux États-Unis et entraîné en France, vainqueur du Prix du Jockey Club 1976.  

## Carrière de courses
Né dans la pourpre, propriété du magnat américain Nelson Bunker Hunt et entraîné à Chantilly par Maurice Zilber, Youth s'impose pour ses débuts dans un maiden à Longchamp à l'automne de ses 2 ans, puis se classe deuxième dans le Prix Saint-Roman, un groupe 3. Il s'en tient là pour l'année 1975, et rentre victorieusement à 3 ans dans le Prix Greffulhe, monté pour la première fois par Freddy Head, ce qui en fait de facto l'un des favoris du Prix du Jockey Club. Il assoit ce statut en gagnant de 4 longueurs le Prix Daru, une autre préparatoire au Derby français, et enchaîne encore dans le Prix Lupin, devant Arctic Tern et son compagnon d'entraînement et de casaque Empery. Invaincu en trois courses, il n'est plus l'un des favoris mais le grand favori du Jockey Club. Et il se montre à la hauteur en dominant largement ses 17 adversaires, de 3 longueurs. Youth est-il le meilleur 3 ans d'Europe ? Regardons les lignes : Empery, troisième du Lupin, remporte le Derby d'Epsom, tandis que Malacate, troisième à Chantilly, s'impose dans l'Irish Derby devant Empery. Alors oui, Youth est bien le meilleur 3 ans d'Europe. 
À l'été 1976, Youth est très attendu dans les King George VI & Queen Elizabeth II Stakes, pour sa première confrontation avec les chevaux d'âge. Mais c'est la berezina pour les poulains de 3 ans : Malacate termine cinquième et Youth sombre, terminant lointain neuvième, à 9 longueurs d'une compatriote, Pawneese, une pouliche de l'écurie Wildenstein qui a réalise un printemps exceptionnel. Après cette douche froide (que Freddy Head attribue à une nervosité de son partenaire, qui "voyage mal"), opération rachat pour Youth en vue du prochain Prix de l'Arc de Triomphe. Monté par Lester Piggott, il rassure et renoue avec la victoire en dominant Arctic Tern à l'arrivée du Prix Niel. Les King George était donc un accident, et le protégé de Maurice Zilber peut s'aligner dans l'Arc avec de réelles chances. La course est ouverte et cinq candidatures semblent se détacher : Youth et un autre de ses compagnons d'écurie Exceller (Grand Prix de Paris, Prix Royal Oak), les deux pouliches Pawneese et Riverqueen (Poule d'Essai des Pouliches, Grand Prix de Saint-Cloud) ou encore le 3 ans Crow qui, en cette année où les Français ont presque tout raflé en Angleterre, a gagné le St. Leger de Doncaster. On parle moins de la 4 ans Ivanjica, bien qu'elle soit en retour de forme et qu'elle soit montée par Freddy Head en vertu de son contrat de première monte avec l'écurie Wertheimer. Et pourtant c'est elle qui s'impose devant Crow et Youth, qui se comporte bien mais prend tout de même cinq longueurs.
Syndiqué dans le courant de l'année pour 3 millions de dollars, le destin de Youth s'écrit aux États-Unis où il sera étalon en 1977. Mais avant cela, il prend le temps de passer par le Canada où il se balade dans les Canadian International Stakes. Et puis, tandis que la saison s'achève, il enchaîne avec le Washington, D.C. International, où il retrouve deux Français, On My Way et Ivanjica. L'occasion est belle de prendre sa revanche sur la dernière nommée, qui lui a ravi son partenaire Freddy Head. Et Youth ne la manque pas, puisqu'il écrase la course de 10 longueurs devant On My Way et Ivanjica, tandis que les Américains ne sont pas invités. C'est la dernière course de Youth, qui se retire au haras crédité d'une très bon rating Timeform, 135, et auréolé d'un titre de Cheval de l'année sur le gazon aux États-Unis, où il aura montré sa supériorité en deux courses seulement. 

### Résumé de carrière
| Date         | Hippodrome  | Pays        | Course                                  | Statut      | Distance    | Jockey      | Place       | Écart       | Vainqueur ou deuxième |
| 1975, 2 ans  | 1975, 2 ans | 1975, 2 ans | 1975, 2 ans                             | 1975, 2 ans | 1975, 2 ans | 1975, 2 ans | 1975, 2 ans | 1975, 2 ans | 1975, 2 ans           |
| ------------ | ----------- | ----------- | --------------------------------------- | ----------- | ----------- | ----------- | ----------- | ----------- | --------------------- |
| 14 septembre | Longchamp   | France      | Prix de Fontenoy                        | Maiden      | 1 600 m     | N. Navarro  | 1er / 7     | 1 ½         | Challenge             |
| 4 octobre    | Longchamp   | France      | Prix Saint-Roman                        | Gr. 3       | 1 850 m     | N. Navarro  | 2e / 9      | 2 ½         | Fiery Diplomat        |
| 1976, 3 ans  |             |             |                                         |             |             |             |             |             |                       |
| 4 avril      | Longchamp   | France      | Prix Greffulhe                          | Gr. 2       | 2 100 m     | F. Head     | 1er / 9     | 1 ½         | Velino                |
| 19 avril     | Longchamp   | France      | Prix Daru                               | Gr. 2       | 2 100 m     | F. Head     | 1er / 10    | 4           | Danestic              |
| 16 mai       | Longchamp   | France      | Prix Lupin                              | Gr. 1       | 2 100 m     | F. Head     | 1er / 12    | 3/4         | Arctic Tern           |
| 6 juin       | Chantilly   | France      | Prix du Jockey Club                     | Gr. 1       | 2 400 m     | F. Head     | 1er / 18    | 3           | Twig Moss             |
| 24 juillet   | Ascot       | Royaume-Uni | King George VI & Queen Elizabeth II St. | Gr. 1       | 2 400 m     | F. Head     | 9e / 10     | 11          | Pawneese              |
| 5 septembre  | Longchamp   | France      | Prix Niel                               | Gr. 3       | 2 400 m     | L. Piggott  | 1er / 5     | 3/4         | Arctic Tern           |
| 3 octobre    | Longchamp   | France      | Prix de l'Arc de Triomphe               | Gr. 1       | 2 400 m     | W. Pyers    | 3e / 20     | 5           | Ivanjica              |
| 23 octobre   | Woodbine    | Canada      | Canadian International Stakes           | Gr. 1       | 2 600 m     | S. Hawley   | 1er / 11    | 4           | Improviser            |
| 6 novembre   | Laurel Park | États-Unis  | Washington, D.C. International          | Gr. 1       | 2 400 m     | S. Hawley   | 1er / 8     | 10          | On My Way             |

## Au haras
Installé au grand haras de Gainesway Farm à Lexington, Kentucky, Youth s'avère un honorable étalon, mais pas transcendant non plus. Son meilleur produit, Teenoso, remporte le Derby d'Epsom en 1983, puis l'année suivante les King George VI & Queen Elizabeth Stakes et le Grand Prix de Saint-Cloud. Il est aussi l'auteur de deux lauréates du Prix Vermeille, Sharaya et Young Mother. Mais c'est insuffisant pour un champion de sa stature et Youth est exporté au Brésil en 1987, où il donne notamment le lauréat du Derby brésilien 1992, Palemon. Il s'y éteint en 1994.

## Origines
Youth est le meilleur fils du champion américain Ack Ack, membre du Hall of Fame et 44e du classement des 100 meilleurs chevaux de sport hippique américain du XXe siècle établi par le magazine Blood-Horse. Sa mère est la championne de Nelson Bunker Hunt Gazala, meilleure pouliche de sa génération, autrice du doublé Poule d'Essai des Pouliches / Prix de Diane en 1967 et grande poulinière, puisqu'elle a notamment donné : 
- 1971 - Mississipian (par Vaguely Noble) : Grand Critérium, Prix Niel, 2e Observer Gold Cup, Poule d'Essai des Poulains, Prix Lupin ;
- 1973 - Youth ;
- 1975 - Family Crest (par Vaguely Noble), étalon père de classiques en Argentine ;
- 1976 - Expediency (par Vaguely Noble), mère de :
  - 1987 - Oh So Risky (par Kris) : Prix Gladiateur (Gr.3) ;
- 1977 - Gonzales (par Vaguely Noble) : Irish St. Leger ;
- 1978 - Silky Baby (par What A Pleasure) : Prix du Guiche (Gr.3) ;
- 1980 - Best of Both (par J.O. Tobin) : 2e Stars and Stripes Handicap (Gr.2), 3e Carleton F. Burke Handicap (Gr.1).

Gazala est par Belle Angevine, une sœur de Burgos (par Maurepas), lauréat du Grand Prix de Saint-Cloud.

### Pedigree
| Origines de Youth (USA), mâle bai né en 1973 | Origines de Youth (USA), mâle bai né en 1973 | Origines de Youth (USA), mâle bai né en 1973 | Origines de Youth (USA), mâle bai né en 1973 |
| -------------------------------------------- | -------------------------------------------- | -------------------------------------------- | -------------------------------------------- |
| Père Ack Ack                                 | Battle Joined                                | Armageddon                                   | Alsab                                        |
| Père Ack Ack                                 | Battle Joined                                | Armageddon                                   | Fighting Lady                                |
| Père Ack Ack                                 | Battle Joined                                | Ethel Walker                                 | Revoked                                      |
| Père Ack Ack                                 | Battle Joined                                | Ethel Walker                                 | Ethel Terry                                  |
| Père Ack Ack                                 | Fast Turn                                    | Turn-To                                      | Royal Charger                                |
| Père Ack Ack                                 | Fast Turn                                    | Turn-To                                      | Source Sucrée                                |
| Père Ack Ack                                 | Fast Turn                                    | Cherokee Rose                                | Princequillo                                 |
| Père Ack Ack                                 | Fast Turn                                    | Cherokee Rose                                | The Squaw                                    |
| Mère Gazala                                  | Dark Star                                    | Royal Gem                                    | Dhoti                                        |
| Mère Gazala                                  | Dark Star                                    | Royal Gem                                    | French Gem                                   |
| Mère Gazala                                  | Dark Star                                    | Isolde                                       | Bull Dog                                     |
| Mère Gazala                                  | Dark Star                                    | Isolde                                       | Fiji                                         |
| Mère Gazala                                  | Belle Angevine                               | L'Amiral                                     | Admiral Drake                                |
| Mère Gazala                                  | Belle Angevine                               | L'Amiral                                     | Hurrylor                                     |
| Mère Gazala                                  | Belle Angevine                               | Bella                                        | Canot                                        |
| Mère Gazala                                  | Belle Angevine                               | Bella                                        | Bayan Kara (famille 8-a)                     |